# ディア マイ ファーザー
『ディア マイ ファーザー』（Romulus, My Father）は、2007年のオーストラリア映画。レイモンド・ガイタの自伝的小説を映画化。日本劇場未公開（2008年11月にDVD発売）。
オーストラリア映画協会賞作品賞、主演男優賞、新人賞受賞。

## ストーリー
1960年代、ドイツからオーストラリアの地方に移住してきたロミュラスと、美しいが抑鬱症の母クリスティーナ、そしてその息子のレイモンドは、新天地で新しい生活を始めた。しかし、住み慣れない母はいつも不在で、ロミュラスは息子に生活や仕事をしていくための難しさ、楽しさを教えてゆく。

## キャスト
| 役名           | 俳優                         | 日本語吹替 |
| -------------- | ---------------------------- | ---------- |
| ロミュラス     | エリック・バナ               | 古澤徹     |
| クリスティーナ | フランカ・ポテンテ           | 五十嵐麗   |
| ホーラ         | マートン・チョーカシュ       | 菅生隆之   |
| レイモンド     | コディ・スミット＝マクフィー | 亀井芳子   |
| ミトゥル       | ラッセル・ダイクストラ       | 杉野博臣   |
|                | ジャセック・コーマン         |            |
| トム・リトル   | テリー・ノリス               | 高桑満     |
| リトル夫人     | アリシア・マクグラス         | 松島栄利子 |
| ミス・コラード | エスメ・メルヴィル           | 中川和恵   |
| アリス         | マデリーン・グリーヴス       | 高橋愛     |
| 司会者         | ヘザー・ミッチェル           | 一馬芳和   |